# 休恩梅克嶺
79°39′S 158°50′E / 79.650°S 158.833°E
休恩梅克嶺（英語：Schoonmaker Ridge）是南極洲的山嶺，位於希拉里海岸，流經里夫斯高原南部，長8公里，以美國地質調查局的地形工程師命名，現時由南極條約體系管理。